# NGC 6710
NGC 6710 (również PGC 62482 lub UGC 11364) – galaktyka spiralna (S0-a), znajdująca się w gwiazdozbiorze Lutni. Odkrył ją Albert Marth 3 sierpnia 1864 roku.